# Пузыревский, Нестор Платонович
Не́стор Плато́нович Пузыре́вский (30 августа 1861, Санкт-Петербург — 26 августа 1934, Ленинград) — русский учёный-гидротехник.

## Биография
Родился 18 (30) августа 1861 года в семье известного учёного, профессора геологии П. А. Пузыревского.
В 1885 году окончил Петербургский Институт инженеров путей сообщения. Работал в Управлении внутренних водных путей Министерства путей сообщения. С 1904 года преподавал в Институте инженеров путей сообщения; с 1914 года — профессор; был деканом факультета водных путей и портов.
Организатор и бессменный руководитель с 1925 года гидротехнического отделения Государственного гидрологического института. С 1930 года — профессор Ленинградского института водного транспорта.
Провёл гидрографическое обследование и описание ряда рек европейской части Российской империи — Дона, Днестра, Северского Донца, Оки, Волхова. Автор проектов строительства межбассейновых соединений — Волго-Донского, Беломоро-Балтийского и других каналов. Принимал участие в проектировании и строительстве системы шлюзов на Москве-реке. Был автором проектов Кузьминского и Белоомутского гидроузлов на Оке. Выдвигал также проекты улучшения или реконструкции существовавших водных путей: Молого-Мстинского, Московско-Нижегородского и т. д. Описания этих водных путей, а также составленные Пузыревским проекты шлюзования на них публиковались в «Материалах для описания русских рек и истории улучшения их судоходных условий», 1902—10 гг. Также одним из его трудов стала система шлюзов, построенная с целью расширения нижнего и среднего русел Северского Донца.
Его основные научные труды касаются вопросов гидротехники водных путей, механики грунтов, оснований и фундаментов, теории упругости, а также экономики водных сообщений. Пузыревскому принадлежат следующие оригинальные инженерные разработки: разборная судоходная плотина, новые конструкции судоподъёмников и рыбопропускных сооружений, различные типы облегчённых шлюзовых ворот и иные конструкции. В 1923 году он начал разработку метода начальных параметров, широко применяемого в строительной механике.
Умер 26 августа 1934 года в Ленинграде. Похоронен на Смоленском православном кладбище, Прямая дорожка (уч. 163), вместе с отцом.

## Галерея

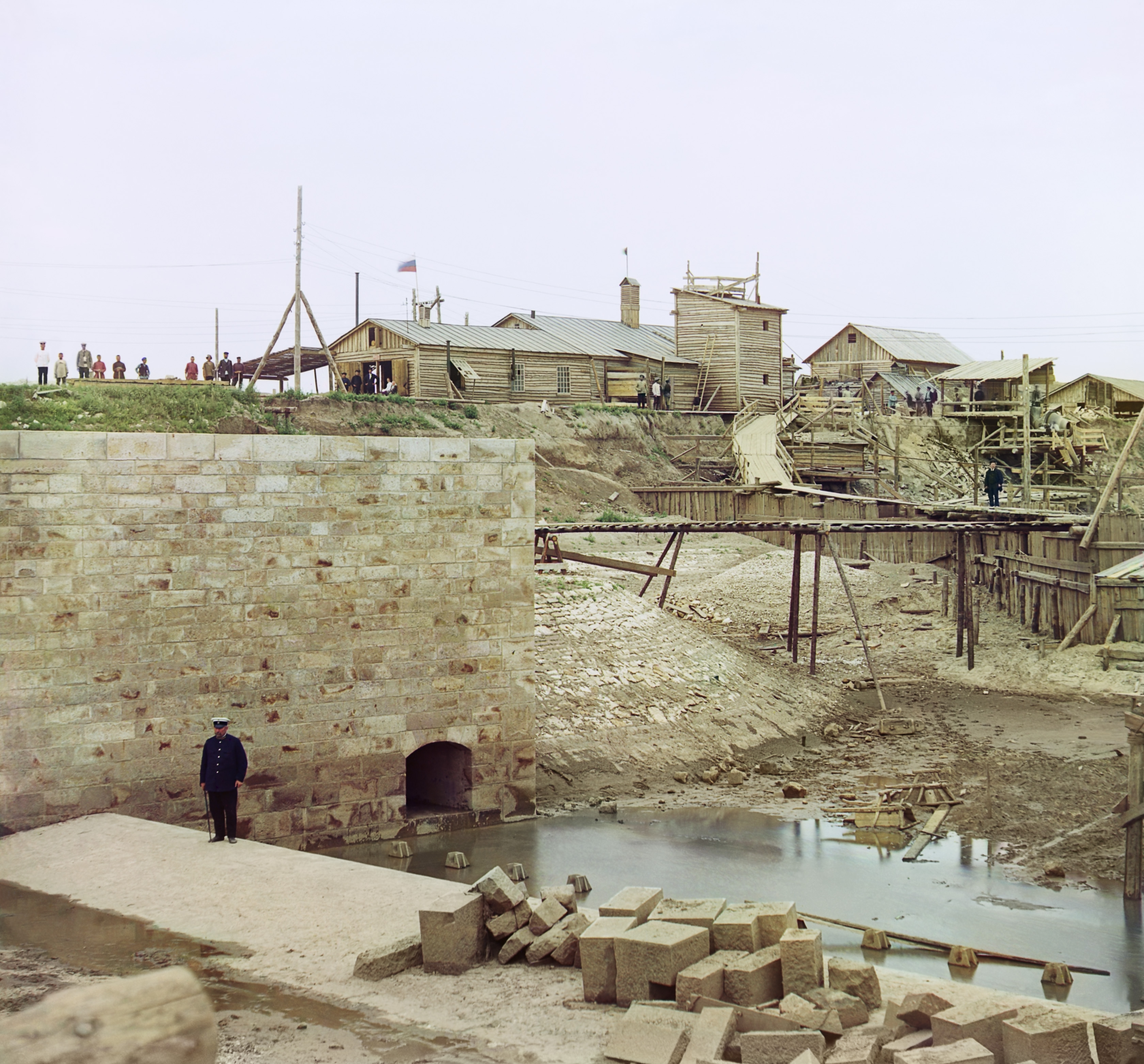
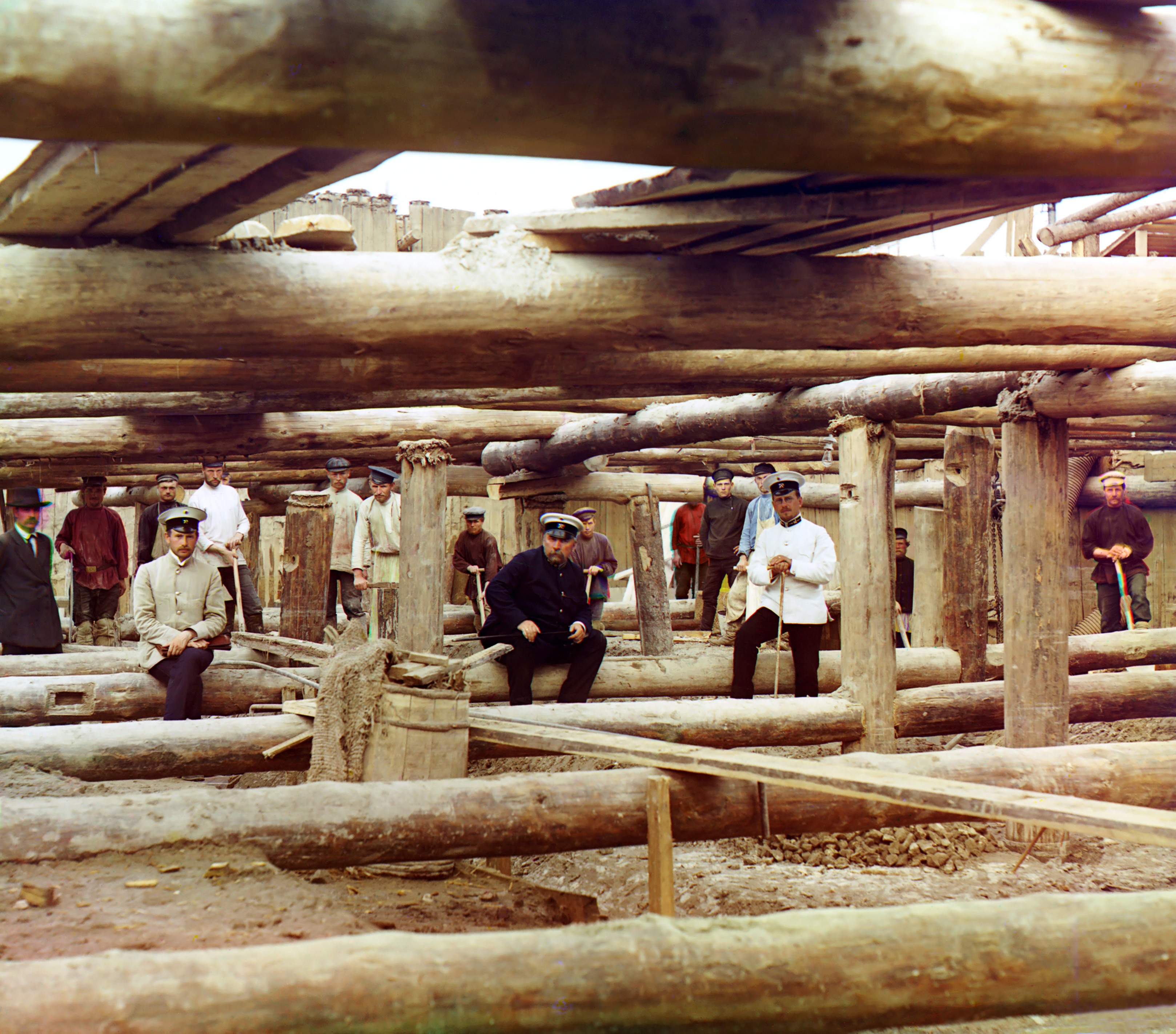
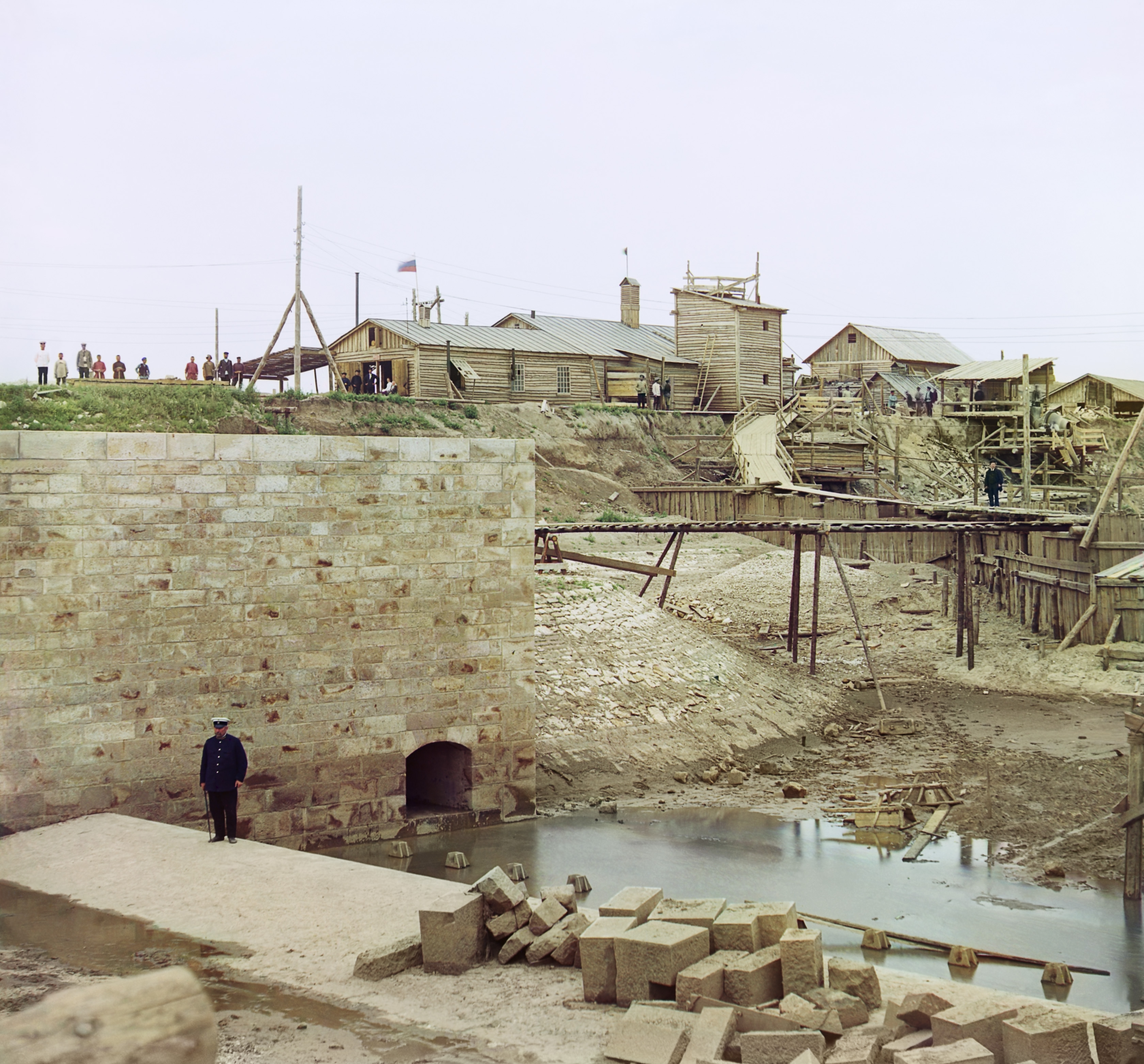
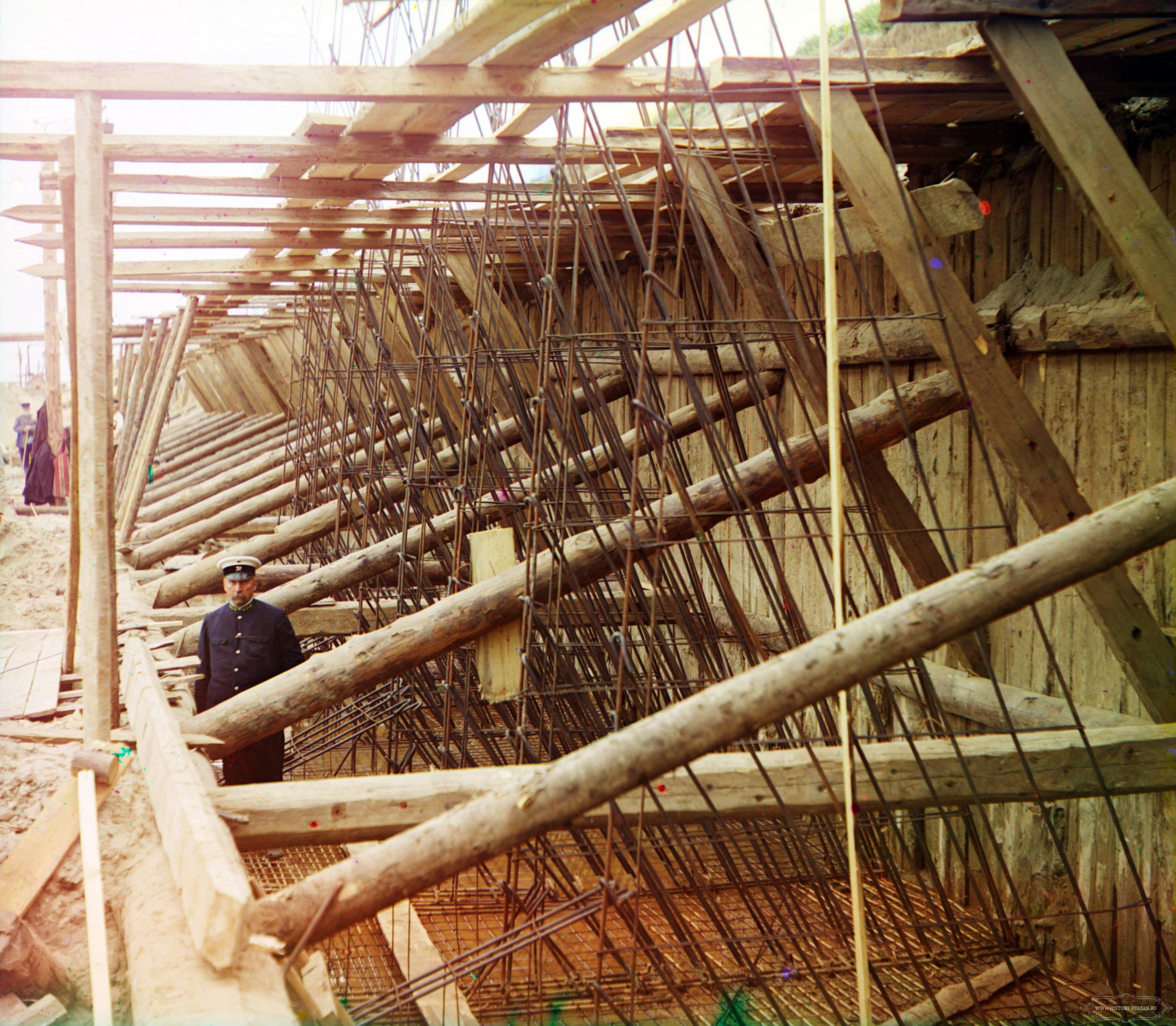
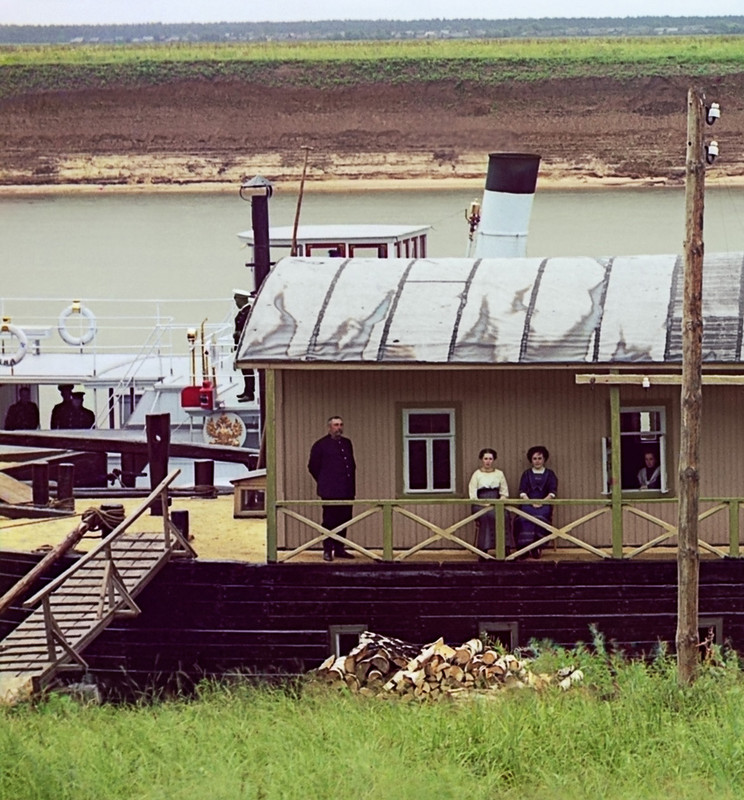
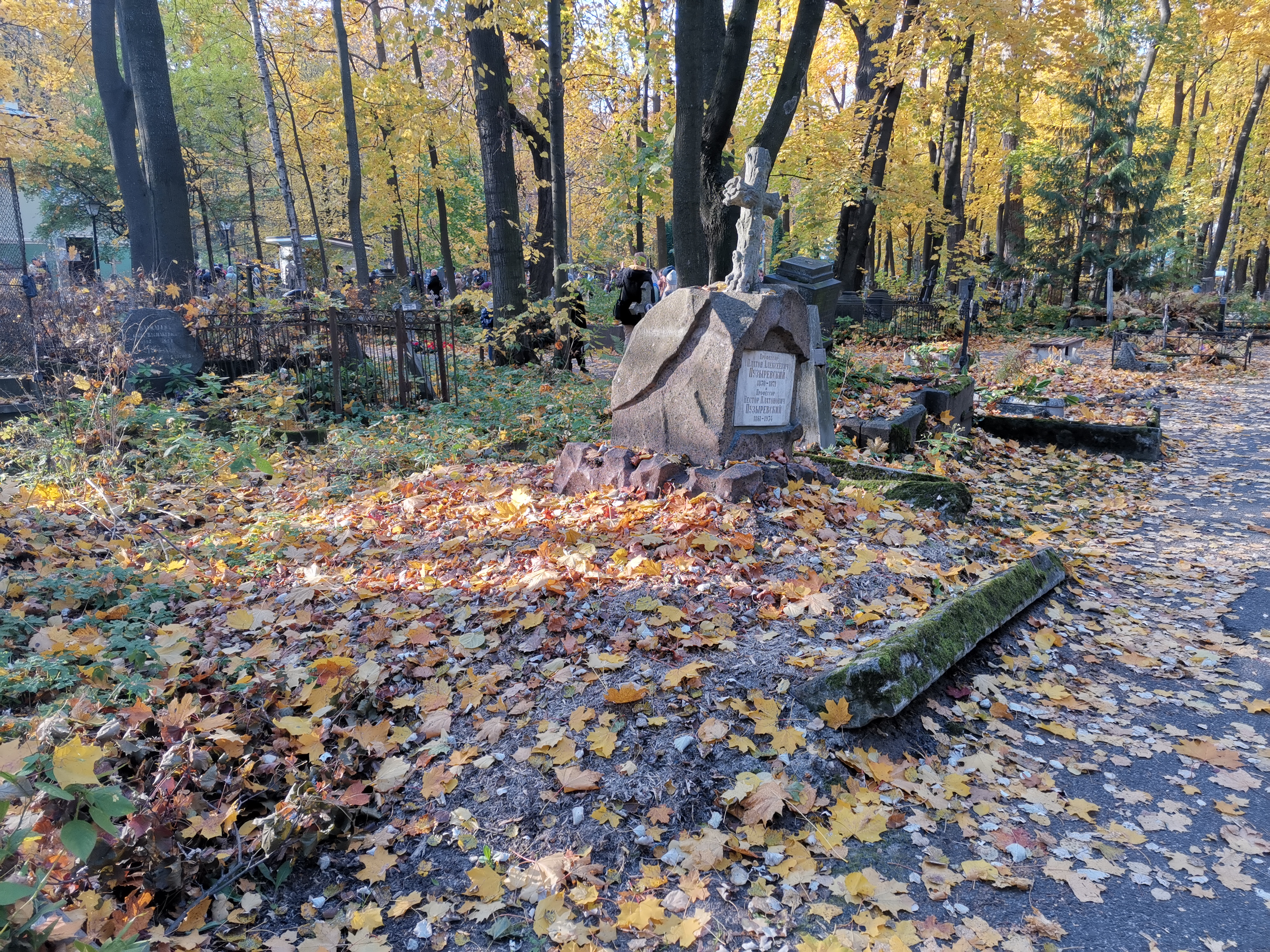
Памятник на кладбище, 03.10.2021